# Yên Bái
Yên Bái (escucharⓘ) es la capital de la provincia de Yên Bái, Vietnam, en la región Nordeste.El  distrito tenía una población de 99.850 habitantes, según el censo de 2015. 
El 9 de febrero de 1930, parte del cuarto Regimiento de Rifles Tonkineses estacionados en Yên Bái se amotinaron contra sus oficiales franceses en el motín de Yên Bái. Fueron reprimidos por tropas leales de la misma unidad. Este incidente condujo a disturbios generalizados contra el gobierno francés en el noreste de Vietnam durante 1930-31.

## Historia
Al sur de la ciudad, en el distrito de Hồng Hà, se encuentra la Pagoda Tùng Lâm, también conocida como Ngọc Am, construida alrededor de los siglos XIX y XX durante la dinastía Nguyễn, el lugar religioso forma parte de la rama Mahāyāna del Budismo. En 1966, la Pagoda fue destruida por las Fuerzas Aéreas estadounidenses, por lo que los objetos de la pagoda tuvieron que ser reubicados en otros lugares religiosos de la provincia. En 1996, la pagoda fue reconstruida a petición de los habitantes del pueblo y grupos budistas. En 2007, la pagoda fue declarada como Reliquia Histórica y Cultural Provincial por el gobierno local.